# Дель-Рей-Оукс (Каліфорнія)
Дель-Рей-Оукс (англ. Del Rey Oaks) — місто (англ. city) в США, в окрузі Монтерей штату Каліфорнія. Населення — 1592 особи (2020).

## Географія
Дель-Рей-Оукс розташований за координатами 36°34′57″ пн. ш. 121°49′47″ зх. д. / 36.58250° пн. ш. 121.82972° зх. д. (36.582501, -121.829797).  За даними Бюро перепису населення США в 2010 році місто мало площу 1,25 км², з яких 1,25 км² — суходіл та 0,01 км² — водойми.

## Демографія
Згідно з переписом 2010 року, у місті мешкали 1624 особи в 701 домогосподарстві у складі 443 родин. Густота населення становила 1298 осіб/км².  Було 741 помешкання (592/км²).
Расовий склад населення:
| - 81,7 % — білих - 7,9 % — азіатів - 1,0 % — чорних або афроамериканців - 0,7 % — корінних американців - 0,2 % — вихідців з тихоокеанських островів - 3,2 % — осіб інших рас |

До двох чи більше рас належало 5,3 %. Частка іспаномовних становила 10,4 % від усіх жителів.
За віковим діапазоном населення розподілялося таким чином: 17,5 % — особи молодші 18 років, 63,5 % — особи у віці 18—64 років, 19,0 % — особи у віці 65 років та старші. Медіана віку мешканця становила 46,2 року. На 100 осіб жіночої статі у місті припадало 91,1 чоловіків;  на 100 жінок у віці від 18 років та старших — 86,6 чоловіків також старших 18 років.
Середній дохід на одне домашнє господарство  становив 104 938 доларів США (медіана — 86 250), а середній дохід на одну сім'ю — 126 038 доларів (медіана — 108 667). Медіана доходів становила 73 295 доларів для чоловіків та 60 694 долари для жінок. За межею бідності перебувало 7,1 % осіб, у тому числі 4,6 % дітей у віці до 18 років та 3,3 % осіб у віці 65 років та старших.
Цивільне працевлаштоване населення становило 848 осіб. Основні галузі зайнятості: освіта, охорона здоров'я та соціальна допомога — 27,2 %, мистецтво, розваги та відпочинок — 15,8 %, науковці, спеціалісти, менеджери — 13,1 %, роздрібна торгівля — 12,1 %.